# Yanarico
Yanarico ist eine Streusiedlung im Departamento La Paz im Hochland des südamerikanischen Andenstaates Bolivien.

## Lage
Yanarico ist die größte Ortschaft des Kanton Pillapi San Agustín im Municipio Tiahuanacu in der Provinz Ingavi. Die Ortschaft liegt auf einer Höhe von 3850 m zehn Kilometer östlich des Golf von Taraco, einer Bucht im südlichen Teil des Titicacasees. Sie besteht aus den beiden Bereichen Zona Guaquería und Zona Challacollo.

## Geographie
Yanarico liegt auf dem bolivianischen Altiplano zwischen den Anden-Gebirgsketten der Cordillera Occidental im Westen und der Cordillera Central im Osten.
Die mittlere Durchschnittstemperatur im Bereich des Titicacasees liegt bei 10 °C, der Jahresniederschlag beträgt etwa 600 mm (siehe Klimadiagramm Juliaca). Die Region weist ein ausgeprägtes Tageszeitenklima auf, die Monatsdurchschnittstemperaturen schwanken nur unwesentlich zwischen 7 °C im Juli und 12 °C im Dezember. die Monatsniederschläge liegen zwischen unter 10 mm in den Monaten Mai bis August und knapp über 100 mm von Januar bis Februar.

## Verkehrsnetz
Yanarico liegt in einer Entfernung von 84 Straßenkilometern westlich von La Paz, der Hauptstadt des gleichnamigen Departamentos.
Von La Paz aus führt die asphaltierte Nationalstraße Ruta 2 über dreizehn Kilometer bis El Alto, von dort die Ruta 1 weitere 80 Kilometer in westlicher Richtung bis Guaqui. 18 Kilometer vor Guaqui zweigt eine Seitenstraße nach Norden ab und führt in das zwei Kilometer von der Hauptstraße entfernte Tiawanacu. Von dort führt der Camino Tiawanacu-Santa Rosa de Taraco in nordwestlicher Richtung vorbei an Yanarico und Pillapi San Agustín auf die Taraco-Halbinsel.

## Bevölkerung
Die Einwohnerzahl der Ortschaft ist im vergangenen Jahrzehnt leicht angestiegen:
| Jahr | Einwohner         | Quelle       |
| ---- | ----------------- | ------------ |
| 1992 | keine Detaildaten | Volkszählung |
| 2001 | 757               | Volkszählung |
| 2012 | 821               | Volkszählung |
| 2024 |                   | Volkszählung |

Die Region weist einen hohen Anteil an Aymara-Bevölkerung auf, im Municipio Tiahuanacu sprechen 95,7 Prozent der Bevölkerung Aymara.